# Bürstadt

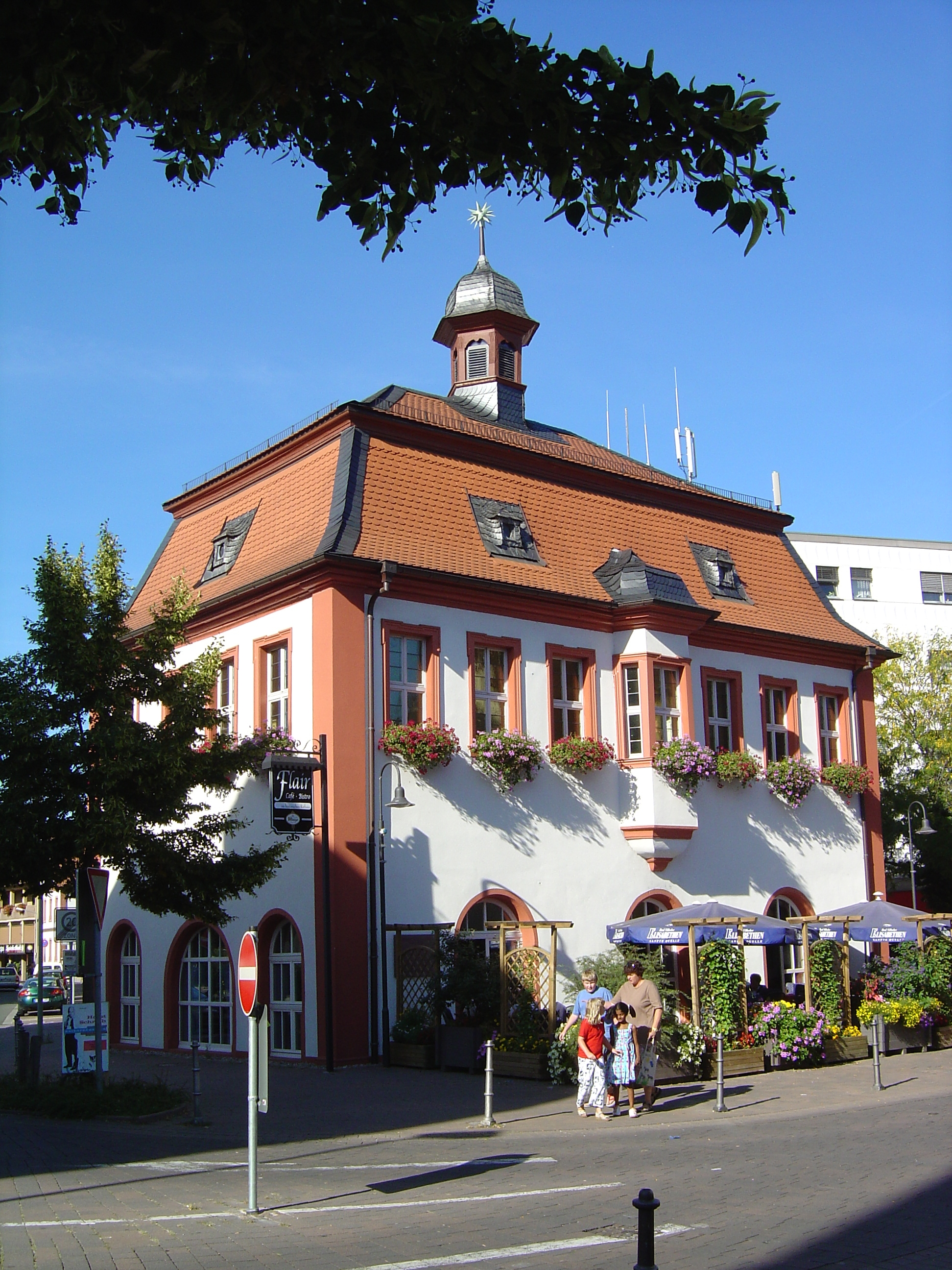
Historisches Rathaus in Bürstadt

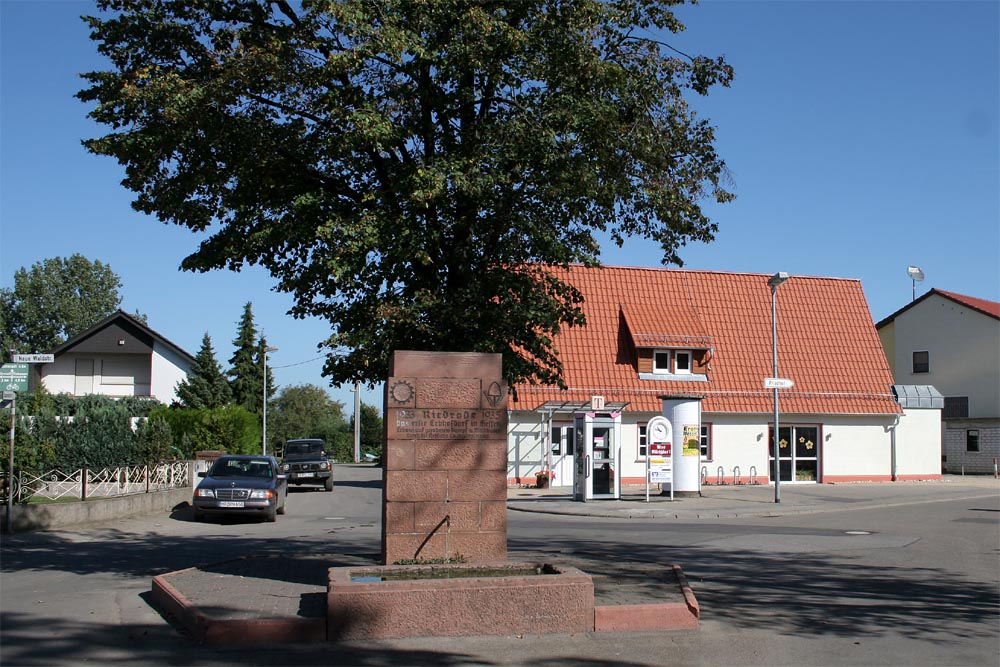
Dorfplatz Riedrode

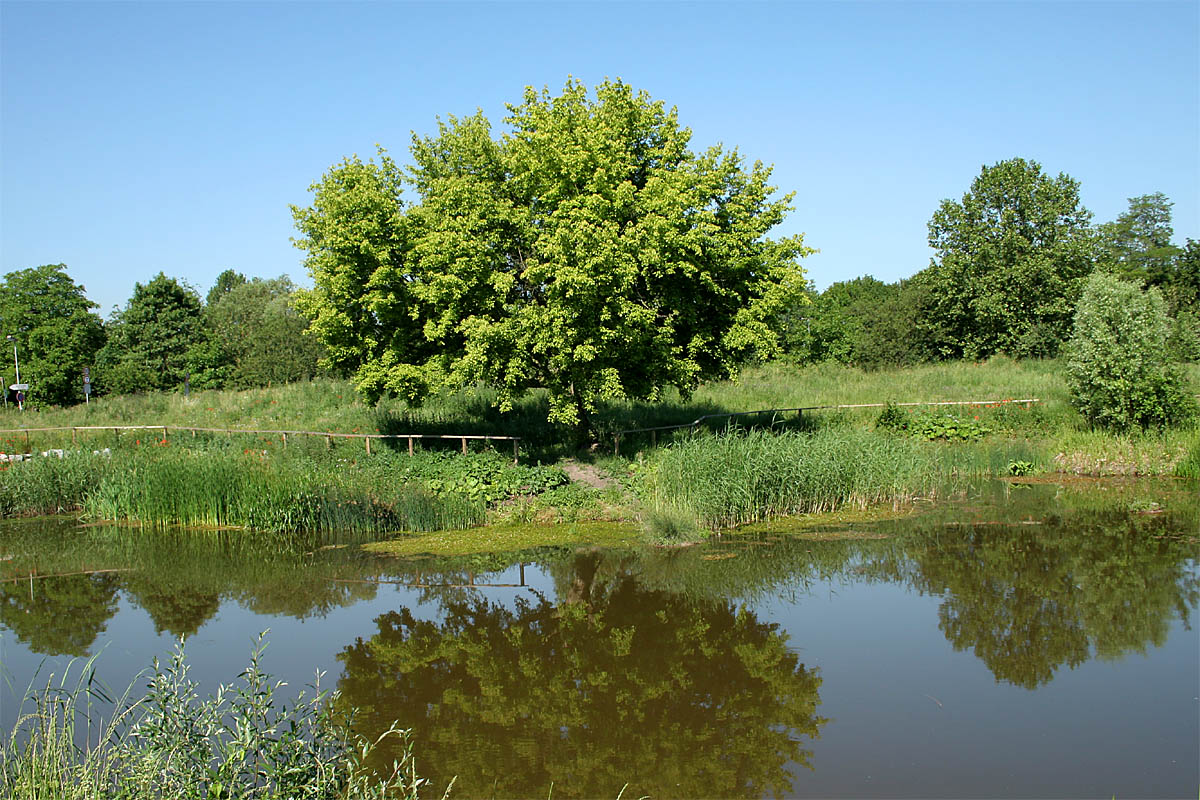
Naturoase Lachgärten, Bürstadt

Bürstadt ist eine Kleinstadt im Süden von Hessen im Landkreis Bergstraße.

## Geographie

### Geographische Lage
Bürstadt liegt in der Oberrheinischen Tiefebene zwischen dem Rhein und dem Odenwald im Hessischen Ried. Nachbargemeinden sind im Norden die Gemeinde Biblis, im Nordosten die Gemeinde Einhausen, im Osten die Stadt Lorsch und im Süden und Westen die Stadt Lampertheim.

### Stadtgliederung
Bürstadt ist in drei Stadtteile gegliedert: Bobstadt, Bürstadt und Riedrode. Die beiden Ortsteile Bobstadt und Riedrode liegen etwa einen Kilometer von Bürstadt entfernt. Außerdem gibt es noch den Boxheimerhof, der mittlerweile durch einige Baugebiete zu einem eigenen kleinen Stadtteil herangewachsen ist, sowie eine Gärtnersiedlung im Süden der Stadt, die ihre Wurzeln in der römischen Zeit hat.

## Geschichte

### Urgeschichte
Bedingt durch die fruchtbaren Böden und den Wild- und Artenreichtum der Oberrheinischen Tiefebene wurden die Hochufer des Rheins schon sehr früh besiedelt.
Ein 1,35 m hoher Monolith in der Gemarkung Bürstadts, der sogenannte Sackstein, ist wahrscheinlich ein Menhir aus der späten Jungsteinzeit. Grabhügel in den Wäldern von Bürstadt ergaben einige Funde, die der Hallstattzeit zuzuordnen sind. Bemerkenswert ist auch eine Anzahl von Funden aus der frühen Latènezeit, so z. B. ein handgeformter Becher mit Fingermuster, der aus der Zeit um 500 v. Chr. stammt. Am Rand des Bürstädter Waldes gibt es Reste einer ausgedehnten römischen Siedlung.

### Frühmittelalter
764 wurde das Kloster Lorsch durch Graf Cancor gegründet. Am 20. Januar 773 schenkte Karl der Große die Stadt Heppenheim nebst dem zugehörigen Bezirk, der ausgedehnten Mark Heppenheim, dem Reichskloster. Die älteste erhaltene Erwähnung von Bürstadt datiert auf den 1. November 767 und findet sich im Lorscher Codex, einem Besitzverzeichnis des Klosters. Die dort wiedergegebene Schenkungsurkunde bezeugt, dass ein Turinicbert dem Kloster eine Hofreite, eine Wiese und sechs Joch Ackerland „in Birstather marca“ überließ. Darüber hinaus sind zahlreiche weitere Schenkungen überliefert. 789 wurde der Boxheimer Hof unter den Namen „Villa wizzilin“ oder „Wizzelai“ als Klostergut der Reichsabtei Lorsch erwähnt. Im Jahre 1275 trug der Hof den Namen Boxheim.
Für Reisende lag Bürstadt auf halbem Weg zwischen Worms, wo ein Rheinübergang bestand, und dem Kloster Lorsch.

### Hoch- und Spätmittelalter
In Bürstadt bestand ein karolingischer Königshof. Bezeugt sind Aufenthalte von König Ludwig II. (dem Deutschen) 861, 870 und 873. Ende April 873 hielt er eine Reichsversammlung (placitum) am Bürstädter Königshof ab. Es wurden u. a. Verhandlungen mit einer Gesandtschaft des dänischen Königs Sigurd II. Snogöie geführt und ein Bote des großmährischen Fürsten Svatopluk I. empfangen. Außerdem fand dort die Aussöhnung zwischen Ludwig dem Deutschen und seinen Söhnen statt. Weiter erwähnt wird der Bürstädter Königshof anlässlich von Besuchen durch König Ludwig III. vom 22. bis 26. Mai 877, von Kaiser Karl III. am 22. Mai 882, sowie im Mai und Oktober 984 und letztmals im Mai 994 durch Kaiser Otto III.
Der Blütezeit des Klosters Lorsch, in dessen Gebiet Bürstadt lag, folgte im 11. und 12. Jahrhundert sein Niedergang. Während des Investiturstreits von 1076 (Reichstag in Worms) bis 1122 (Wormser Konkordat) mussten viele Besitzungen an den Adel abgegeben werden. Das Ergebnis des Wormser Konkordats wurden auf den „Bürstädter Laubwiesen“ am 23. September unter Beisein Kaiser Heinrich V. verkündet. Noch Anfang des 20. Jahrhunderts war der Flurname Laubwiese in der Flur 20/21 der alten Bürstädter Gemarkung erhalten.
Die Bürstädter Laubwiesen wurden 1147 nochmals erwähnt, als im Juni und Juli das französische Kreuzfahrerheer unter König Ludwig VII. in Erwartung weiteren Zuzugs dort lagerte.
Im späten 12. Jahrhundert wurde mit der Aufzeichnung der alten Besitzurkunden versucht, die Verwaltung des Klosters Lorsch zu reorganisieren (Lorscher Codex). Dennoch unterstellte 1232 Kaiser Friedrich II. die Reichsabtei Lorsch dem Erzbistum Mainz und dessen Bischof Siegfried III. von Eppstein zur Reform. Die Benediktiner widersetzten sich der angeordneten Reform und mussten die Abtei verlassen. Sie wurden durch Zisterzienser aus dem Kloster Eberbach und diese 1248 durch Prämonstratenser aus dem Kloster Allerheiligen ersetzt. Von diesem Zeitpunkt an wurde das Kloster als Propstei weitergeführt. Aufgrund der besonderen Freiheiten des Reichsklosters waren die Klostervögte Verwalter und Gerichtsherren innerhalb des Klosterbesitzes. Dieses Amt kam um 1165 in den Besitz der Pfalzgrafen. Aus dieser Konstellation entwickelten sich schwere Auseinandersetzungen zwischen dem Erzbistum Mainz und der Kurpfalz als Inhaber der Vogtei. Die Streitigkeiten konnten erst Anfang des 14. Jahrhunderts durch einen Vertrag beigelegt werden, in dem die Besitzungen des Klosters zwischen Kurmainz und Kurpfalz aufgeteilt und die Vogteirechte der Pfalzgrafen bestätigt wurden.
Im Jahre 1267 wurde erstmals ein Burggraf auf der Starkenburg (über Heppenheim) genannt, der auch das Amt Starkenburg, zu dem Bürstadt zählte, verwaltete. Die Hohe Gerichtsbarkeit wurde von der Zent Heppenheim ausgeübt, deren oberster Richter ebenfalls der Burggraf war.
Im Verlauf der für Kurmainz verhängnisvollen Mainzer Stiftsfehde wurde das Amt Starkenburg an Kurpfalz wiedereinlöslich verpfändet und blieb anschließend für 160 Jahre pfälzisch. Pfalzgraf Friedrich ließ sich für seine Unterstützung von Erzbischof Diether – im durch die Kurfürsten am 19. November 1461 geschlossenen „Weinheimer Bund“ – das „Amt Starkenburg“ verpfänden, wobei Kurmainz das Recht erhielt, das Pfand für 100.000 Pfund wieder einzulösen.

### Frühe Neuzeit
1511 gehörte Bürstadt zum Bensheimer (auch Bergsträßer) Landkapitel. Um 1550 entstand wohl die Kirche Alt-St.-Michael, die 1732 dem Neubau der Barock-Kirche St. Michael weichen musste.
In den Anfängen der Reformation sympathisierten die pfälzischen Herrscher offen mit dem lutherischen Bekenntnis, aber erst unter Ottheinrich, Kurfürst von 1556 bis 1559, erfolgte der offizielle Übergang zur lutherischen Lehre. Danach wechselten seine Nachfolger und gezwungenermaßen auch die Bevölkerung mehrfach zwischen der lutherischen und der reformierten Konfession. Als Folge der Reformation hob die Kurpfalz 1564 das Kloster Lorsch auf. Die bestehenden Rechte wie Zehnten, Grundzinsen, Gülten und Gefälle des Klosters wurden fortan durch die Oberschaffnerei Lorsch wahrgenommen und verwaltet.
Im Laufe des Dreißigjährigen Krieges (1618–1648) eroberten spanische Truppen der Katholischen Liga die Region und stellten 1623 die Kurmainzer Herrschaft wieder her. Die durch die Pfalzgrafen eingeführte Reformation wurde weitgehend rückgängig gemacht und die Bevölkerung musste zur katholischen Kirche zurückkehren. Zwar zogen sich die spanischen Truppen nach zehn Jahren vor den anrückenden Schweden zurück, aber nach der Niederlage der Evangelischen in der Nördlingen 1634 verließen auch die Schweden die Bergstraße und mit dem Schwedisch-Französischen Krieg begann ab 1635 das blutigste Kapitel des Dreißigjährigen Krieges. Aus der Region berichteten die Chronisten aus jener Zeit: „Pest und Hunger wüten im Land und dezimieren die Bevölkerung, sodass die Dörfer öfters völlig leer stehen“. Bürstadt war zehn Jahre lang unbewohnt und alle Häuser waren niedergebrannt. 1618 lebten in Bürstadt etwa 700 Menschen, und 1648 wurden nur noch 154 Einwohner gezählt.
Mit dem Westfälischen Frieden von 1648 wurde die Einlösung der Pfälzer Pfandschaft endgültig festgeschrieben.

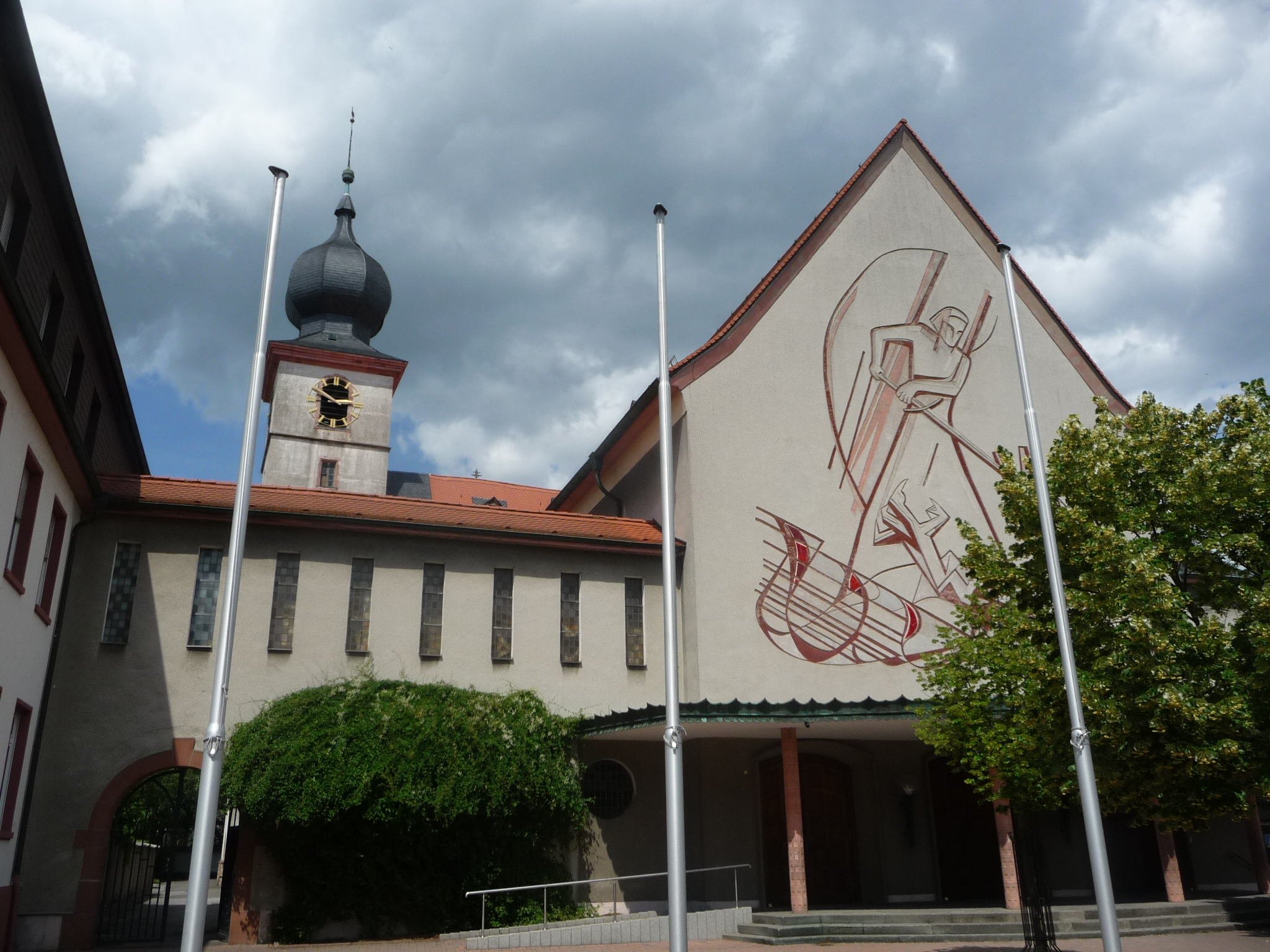
Kirche St. Michael

Mitte des 18. Jahrhunderts wurden der Oberbau des Alten Rathauses und die Barockkirche St. Michael errichtet, die am 16. September 1753 durch Pfarrer Joseph Thomas Loskandt geweiht wurde. 1756 erhielt die Kirche einen Turm und um 1760 ein Pfarrhaus, das noch vorhanden ist. Das Schulhaus neben der Kirche wurde 1733 erbaut und diente später als Lehrerwohnung.
Im Jahr 1782 führte Kurmainz eine Verwaltungsreform im Bereich des Amtes Starkenburg durch, mit der in Lorsch eine Amtsvogtei eingerichtet wurde. Das Amt wurde in Oberamt umbenannt und bestand aus den Amtsvogteien Lorsch, Fürth, Heppenheim und Bensheim. Zur Amtsvogtei Lorsch gehörten neben Bürstadt auch Lorsch, Biblis, Klein-Hausen und Viernheim. Das Oberamt Starkenburg war dem Unteren Erzstifts des Kurfürstentums Mainz unterstellt.

### Vom 19. Jahrhundert bis heute

#### Bürstadt wird hessisch
Mit dem Reichsdeputationshauptschluss vom Februar 1803 wurde Kurmainz aufgelöst, und das Oberamt Starkenburg und mit ihm Bürstadt kamen zur Landgrafschaft Hessen-Darmstadt. Das Amt Lorsch wurde als hessische Amtsvogtei weitergeführt, das Oberamt aber 1805 aufgelöst. Die übergeordnete Verwaltungsbehörde war der Regierungsbezirk Darmstadt, der ab 1803 auch als Fürstentum Starkenburg bezeichnet wurde. Am 14. August 1806 wurde die Landgrafschaft Hessen-Darmstadt gegen Stellung hoher Militärkontingente an Frankreich und den Beitritt zum Rheinbund von Napoleon Bonaparte zum Großherzogtum erhoben, anderenfalls drohte er mit Invasion.
Konrad Dahl berichtete 1812 in seiner Historisch-topographisch-statistische Beschreibung des Fürstenthums Lorsch, oder Kirchengeschichte des Oberrheingaues über das Amt Lorsch und den Marktflecken Bürstadt:

„Das Amt Lorsch enthält 5 Ortschaften, nämlich: Lorsch, Biblis, Bürrstadt, Kleinhausen und Virnheim und gränzt mit denselben an die Ämter Heppenheim, Bensheim, Gernsheim, Lampertheim und Weinheim. Im ganzen Amte Lorsch finden sich 1071 Wohngebäude und 7083 Seelen. Unter letzteren sind 6969 Katholicken, 10 Lutheraner, 8 Reformirte, und 96 Juden. Sämtlliche Unterthanen dieses Landes sind leibeigen. An Grund und Boden enthält das Amt 14,269 Morgen und 3 Vrtl Äcker, 3462 M. 1 Vrtl. Wiesen und Waiden, und 15015 M. 2 Vrtl. Waldung. Das ganze Amt Lorsch gehört noch ist, so wie vor Alters, zur Cent Heppenheim; es zeigt uns die Beilage …, was die Ortschaften dieses Amtes bei peinlichen Gerichtsfällen zu thun und zu leisten haben. Vor dem 17. Jahrhunderte wohnte der Keller oder Einnehmer der klösterlichen und nachher landesherrlichen Gefälle immer in Lorsch. Derselbe kam aber nachdem das Erzstift Mainz wieder in den Besitz der Bergstraße und des Klosters Lorsch gekommen, und letzteres endlich noch zerstört worden war nach Bensheim, woselbst ine herrschaftlich Amtstellerei errichtet, zugleich aber auch damit die Oberschaffner von Lorsch verbunden wurde. Diese Amtskellerei hat auch zugleich die Justizverwaltung bis zum Jahr 1782, wo nicht allein in Bensheim, sondern auch in Lorsch ein eigenes Justizamt errichtet wurde. Nach aufgehobenem Oberamte Starkenburg (1804) wurde solches selbstständig.
…

Birrstadt oder Bürrstadt, Birstat, Bisistat in alten Urkunden genennt, ein beträchtlicher Flecken in dem sogenannten Ried, beinahe zwei Stunden von Lorsch, 3 Stunden von Heppenheim und anderthalb Stund von Worms am entgegengesetzten Ende des Lorscher Waldes gelegen, hat zu Nachbarn die Orte Hofheim und Bobstat und den Boxheimer Hof und ist eine der ältesten Besitzungen des Klosters Lorsch. Denn schon im Jahr 768 schenkt Thurinebert der Bruder des Grafen Cancor der das Kloster Lorsch stiftete, nicht allein einen umzäunten Platz (Mansum proprisimus) zum neuen Klosterbau in Lauresharm, sondern schenkte auch diesem Kloster in Stück Feld in der Birstadter Mark (in Birstather marca) … Noch mehrere andere Schenkungen die hinzu kamen machten daß das Kloster Lorsch gar bald den völligen Besitz von Bürstat und seiner weitläufigen Mark erhielt.
Die Nähe des Klosters Lorsch bei Bürrstadt machte auch letzteren Ort schon frühzeitig durch mancherlei Reichshandlungen bekannt.
…

Was die Pfarrei zu Birrstadt betrifft, so war solche dem Kloster Lorsch eigen und findet sich im Lorscher Schenkungebuch (Nro. 3824). Ein Priester zu Birrstadt benennt, der wahrscheinlich die Seelsorge daselbst verwaltete. Von dem Kloster Lorsch kam das Pfarrecht an den Erzhischoffen zu Mainz und von diesem an den Großherzog von Hessen. Die Pfarrkirche ist noch vor 1739 neu erbauet im Jahr 1753 aber erst eingeweiht worden. Sie ist geräumig und schön. Das Pfarrhaus ist ebenfalls neu, ansehnlich und dermalen mit einem großen Garten versehen.
Der Pfarrer erhält seine Besoldung gröstentheils aus der Kellerei Heppenheim, welche auch daselbst den großen Zehenden allein bezieht; am kleinen – und am Heuzehenten aber hat der Pfarrer 1/3. Den Beinezehenden bezieht die Oberschaffnerei Lorsch allein. Von den Marquardsäckern hat der Schulmeister den kleinen Zehenden Das alte Rathhaus ist im Jahr 1608 auf kurfürstlichen Befehl dem Schulmeister eingeräumt und hierauf ein neues Rathhaus gebauet worden. Bürrstadt hat das Privilegium eines Jahrmarktes auf Dienstag nach Lätare derselbe will ab nicht viel mehr sagen. An Wohngebäuden zählt dieser Ort 187 mit 1354 Seelen. Seine Feldmark besteht in 2606 Morgen Äcker und Wiesen. In Ansehung der Waldung ist es wie mit Lorsch.

Von Lehen und andern adelichen Güthern findet man daselbst:

a.) Ein vormals Bischöfflich Wormsisches Guth, das ehedem die Junker von Affenstein als Lehen besaßen.

b.) Das von Kettenheimische Guth, das nachher an die Freiherrn von Speth kam.

c.) Das Marquards oder Horneckelsguth, welches vormals dem Kloster Lorsch eigen, von selbigem aber 1412 denen von Horneck auf Wiederlösung verkauft wurde, von welchen es in der Folge an die Herrn von Hoheneck kam.

d.) Das Knoblauchsguth, modo von Boos gehörig und

e.) Das von Wamboldisch Guth.

Wegen dem Fischwasser im Rosengarten bei Worms so wie wegen dem Zollhaus dasselbst war vormals langwieriq Streit mit Kurpfalz.
…

Zur Gemeinde und Pfarrei Birrstadt gehört auch der Boxheimer Hof; er liegt ½ Stunde von Birrstadt gegen Virnheim zu und ist ein altes unmittelbares Eigenthum des Klosters der nachherigen Probst und Oberschaffnerei Lorsch. Wahrscheinlich ist dieser Hof die alte Villa Wizzilin oder Wizzelai, die mit Birrstadt in einer Lorscher Urkunde vom Jahr 789 vorkömmt.“

Am 2. Januar 1815 wurden auf dem Boxheimer Hof 72 Bewohner gezählt, die bis auf einen Protestanten alle katholisch waren. In diesem Jahr wurde dort auch die Bitte um ein Kirchlein zu Ehren des Heiligen Wendelinus vorgetragen. Am 7. April des gleichen Jahres wurde die Genehmigung zum Bau der Kapelle unter bestimmten Auflagen erteilt und 1818 erfolgte ihre Fertigstellung. Die Kapelle auf dem Boxheimer Hof gehört der Katholischen Kirchengemeinde Bürstadt.
Im Jahr 1821 wurden die Amtsvogteien in den Provinzen Starkenburg und Oberhessen des Großherzogtums im Rahmen einer umfassenden Verwaltungsreform aufgelöst und Landratsbezirke eingeführt, wobei Bürstadt dem Landratsbezirk Heppenheim zugeteilt wurde. Diese Reform ordnete auch die Verwaltung auf Gemeindeebene neu. So war die Bürgermeisterei in Bürstadt eine von zwölf im Landratsbezirk. Entsprechend der Gemeindeverordnung vom 30. Juni 1821 gab es keine eingesetzten Schultheißen mehr, sondern einen gewählten Ortsvorstand, der sich aus dem Bürgermeister, den Beigeordneten und dem Gemeinderat zusammensetzte.
In der Beschreibung oder Statistik und Topographie des Großherzogthums Hessen von 1825 heißt es über Bürstadt:

„Bürstadt, katholisches Pfarrdorf von 194 Häusern und 1540 Einwohnern, 3 Stunden von Heppenheim und 2 Stunden von Lorsch entfernt. Die Hauptnahrung geben Ackerbau und Viehzucht, wozu 2610 alte Morgen Aecker und Wiesen vorhanden sind, Tabacksbau und Handwerken.“

Am 3. November 1824 brach der Reuterdeich bei Nordheim. Die Fluten des Rheins überschwemmten das Ried, wobei besonders Bobstadt hart betroffen war.
Die „Statistisch-topographisch-historische Beschreibung des Großherzogthums Hessen“ berichtete 1829 über Bürstadt und die zugehörigen Höfe:

„Bürstadt (L. Bez. Heppenheim): kath. Pfarrdorf; liegt 3 St. von Heppenheim, 2 St. von Lorsch und 1½. St. von Worms; hat 228 Häuser und 1807 Einw., die bis auf 2 Luth. und 44 Juden alle katholisch sind; eine 1739 erbaute aber 1753 erst eingeweihte schöne Kirche, eine kleine Kapelle und eine Synagoge.“

„Boxheimer Hof (L. Bez. Heppenheim) Hof; hat 9 Häuser und 68 Einw., die bis auf 1 Reform. katholisch sind. Der Hof kam 1802 an Hessen und 1818 wurde hier ein Bethaus gebaut“

„Rheinschanz-Zollhaus (L. Bez. Heppenheim) Hof; gehört zu Bürstadt; besteht aus Wiesen und einer Weidenanlage und ist herrschaftlich“

1832 wurden die Verwaltungseinheiten ein weiteres Mal vergrößert und Kreise geschaffen. Dadurch gelangte Bürstadt im August 1832 zum Kreis Bensheim.
Im Neuestes und gründlichstes alphabetisches Lexicon der sämmtlichen Ortschaften der deutschen Bundesstaaten von 1845 finden sich folgende Einträge:

„Bürstadt b. Heppenheim. – Dorf mit katholischer Pfarrkirche, hinsichtlich der Evangelischen zur Pfarrei Lampertheim gehörig. – 228 H. 1807 E. (inc!. 44 Juden). – Großherzogth. Hessen. – Prov. Starkenburg. – Kr. Bensheim. – Landgericht Lorsch. – Hofgericht Darmstadt. – Das Dorf Bürstadt, 3 St. von Heppenheim, 2 St. von Lorsch und 1½ St. von Worms belegen, hat außer der Pfarrkirche auch eine kleine Kapelle und eine Synagoge. Der Ort ist mit dem Kloster Lorsch (l232) an das Erzstift Mainz und von diesem (1802) an Hessen gekommen.“

„Boxheim bei Bürstadt. – Hof, zur evangel. Pfarrkirche Lampertheim gehörig. – 9 H. 68 E. – Großherzogthum Hessen. – Prov. Starkenburg. – Kreis Bensheim. – Landgericht Lorsch. – Hofgericht Darmstadt. – Der Hof, welcher im Jahre 1802 an Hessen gekommen ist, hat ein Betbaus.“

„Rheinschanzzollhaus b. Bürstadt. – Hof; zur evangel Pfarrei Nordheim, resp. kathol. Pfarrei Bürstadt gehörig. – 1 H. 6 E. – Großherzogth. Hessen. — Prov. Starkenburg. – Kreis Bensheim. – Landger. Lorsch. – Hofgericht Darmstadt. – Der Hof liegt auf der östlichen Seite der von Hofheim nach Worms führenden Straße. Dabei sind Wiesen und eine Weidenanlage.“

Am 31. Juli 1848 wurden die Kreise und die Landratsbezirke des Großherzogtums abgeschafft und durch Regierungsbezirke ersetzt, was jedoch bereits am 12. Mai 1852, in der Reaktionsära, wieder rückgängig gemacht wurde. Dadurch gehörte Bürstadt von 1848 bis 1852 zum Regierungsbezirk Heppenheim, der aus den Kreisen Bensheim und Heppenheim entstand. Nach der Auflösung der Regierungsbezirke wurde Bürstadt dem Kreis Heppenheim zugeschlagen.
Die im Dezember 1852 aufgenommenen Bevölkerungs- und Katasterlisten ergab für Bürstadt: Katholisches Pfarrdorf mit 2718 Einwohnern. Die Gemarkung besteht aus 6906 Morgen, davon sind 4167 Morgen Ackerland, 2478 Morgen Wiesen und 15 Morgen Wald. Zu Bürstadt gehören der Boxheimer Hof, der Hof Rheinschanz und das Zollhaus.
Am Preußisch-Österreichischen Krieg von 1866, in dem das Großherzogtum Hessen auf der Seite des Deutschen Bundes gegen Preußen und seine Verbündeten kämpfte, war der Bürstädter Georg Franz Kreiner beteiligt. Er fiel am 13. Juli 1866 nahe dem Ort Hösbach bei Aschaffenburg und wurde dort begraben. Das Grab neben der Bundesstraße 26 wird bis heute gepflegt.
In den Statistiken des Großherzogtums Hessen wurden, bezogen auf Dezember 1867, für Bürstadt eine eigene Bürgermeisterei, 370 Häuser, 2678 Einwohnern, der Kreis Heppenheim, das Landgericht Lorsch, die evangelische Pfarrei Lampertheim des Dekanats Zwingenberg und die katholische Pfarrei Bürstadt des Dekanats Bensheim angegeben. Durch die Bürgermeisterei wurde außerdem der Boxheimer Hof (5 Häuser, 47 Einwohner) verwaltet.
Im Deutsch-Französischen Krieg 1870/71 waren etwa 100 Männer aus Bürstadt beteiligt, von denen vier nicht mehr zurückkehrten. Am 25. Oktober 1870 wütete in Bürstadt ein schwerer orkanartiger Sturm, der fast alle Häuser in Mitleidenschaft zog und die Zierpfeiler am Turm der Kirche St. Michael so schwer beschädigte, dass diese abgetragen werden mussten. Mit dem Reichsmünzgesetz von 1871 gab es in Deutschland nur noch eine Währung, die Mark mit 100 Pfennigen als Untereinheit.
1874 wurde eine Anzahl von Verwaltungsreformen durchgeführt. So wurden die landesständige Geschäftsordnung sowie die Verwaltung der Kreise und Provinzen durch Kreis- und Provinzialtage geregelt. Die Neuregelung trat am 12. Juli 1874 in Kraft und verfügte auch die Auflösung der Kreise Lindenfels und Wimpfen und die Wiedereingliederung von Bürstadt in den Kreis Bensheim.
Im Mai 1882 wurde der katholische Pfarrer von St. Michael, Peter Itzel, von dem Tagelöhner Fischbach erstochen. Bürstadt bekam dadurch einen schlechten Ruf und erhielt den Spitznamen „Messerstecher“. Im Dezember des gleichen Jahres hatte der Rhein erneut Hochwasser und zwischen Lampertheim und Rosengarten brach der Rheindamm, sodass große Teile des Rieds überflutet wurden. Auch Bürstadt war stark betroffen, was zur Evakuierung von Teilen der Bevölkerung an die Bergstraße führte.
Im Jahr 1869 wurde die Eröffnung der Nibelungenbahn von Worms über Lorsch nach Bensheim gefeiert, wo sie Anschluss an die bereits 1846 fertiggestellte Bahnstrecke Frankfurt am Main–Heidelberg hatte.
Am 11. November 1894 wurde das von der Gemeinde erbaute Schwesternhaus eingeweiht, in dem Mainzer Schwestern wirkten. Sie betrieben häusliche Krankenpflege und unterhielten eine Kleinkinderschule. Weiterhin waren in diesem Haus eine Strick- und die Nähschule untergebracht.

#### Die Zeit der Weltkriege
1931 werden auf dem „Boxheimer Hof“ die nach ihm benannten „Boxheimer Dokumente“ erstellt, mit denen Mitglieder der NSDAP versuchten, eine gewaltsame Machtübernahme im Deutschen Reich vorzubereiten. Die Veröffentlichung der Dokumente schlug in der angespannten innen- und landespolitischen Lage des Herbstes 1931 hohe Wellen.
In Hessen wurde am 3. Juli 1933 das „Gesetz zur Durchführung von Feldbereinigung zum Zwecke der Arbeitsbeschaffung im Zuge der Riedmelioration“ erlassen. In 13 Gemeinden der Provinz Starkenburg, darunter Bürstadt wurde das Feldbereinigungsverfahren auf einer Fläche von 200.000 ha angeordnet. Im Verlauf dieses Meliorations- und Siedlungsprogramms entstanden die beiden Orte Riedrode und Worms-Rosengarten. Durch die Gründung der selbständigen Gemeinde Rosengarten wurde die zu Bürstadt gehörende Gemarkung „Wehrzollhaus“ abgetrennt und der freie Zugang Bürstadts zum Rhein unterbrochen. Über viele Jahrhunderte hatte Bürstadt freien Zugang zum Rhein und die Bürstädter konnten ihr Vieh am Rhein tränken, ohne fremdes Gebiet überqueren zu müssen. Am 10. Juli 1936 wurde das erste hessische Erbhofdorf Riedrode eingeweiht und 28 Familien übernahmen ihre Erbhöfe.
Die hessischen Provinzen Starkenburg, Rheinhessen und Oberhessen wurden 1937 nach der 1936 erfolgten Auflösung der Provinzial- und Kreistage aufgehoben. Zum 1. November 1938 trat dann eine umfassende Gebietsreform auf Kreisebene in Kraft. In der ehemaligen Provinz Starkenburg war der Kreis Bensheim besonders betroffen, da er aufgelöst und zum größten Teil dem Kreis Heppenheim zugeschlagen wurde. Der Kreis Heppenheim übernahm auch die Rechtsnachfolge des Kreises Bensheim und erhielt den neuen Namen Landkreis Bergstraße. Bürstadt allerdings wurde mit den Nachbargemeinden Lampertheim, Hofheim, Rosengarten und Biblis dem Kreis Worms, der damals zu Rheinhessen gehörte, zugeschlagen.
Bereits nach 1933 waren ein Teil der zu diesem Zeitpunkt aus 23 Personen bestehenden jüdischen Gemeinde Bürstadt infolge der zunehmenden Repressalien weggezogen oder ausgewandert. 1936 wohnten noch 20 Juden in der Stadt. Zwei jüdische Mitbürger wurden bereits im Mai 1938 verhaftet und ins KZ-Osthofen gebracht. Im November 1938 brachte die sogenannte Reichskristallnacht den jüdischen Mitbürgern Not und Elend. Die Bürstädter Synagoge war zu diesem Zeitpunkt bereits verkauft. SA-Leute drangen in die Wohnung einer jüdischen Familie ein, verwüsteten diese und misshandelten die 17-jährige Tochter. Die fünf Einwohner jüdischer Abstammung, die 1939 noch in der Stadt waren, wurden verhaftet und in Vernichtungslager deportiert. Von den in Bürstadt geborenen oder längere Zeit hier lebenden Personen kamen 17 durch die NS-Gewaltherrschaft ums Leben.
Gegen Ende des Zweiten Weltkriegs überquerten amerikanische Truppen in den ersten Stunden des 26. März 1945 nördlich von Worms bei Hamm, Ibersheim und Rheindürkheim den Rhein. Sie nahmen noch in der Nacht die Ortschaft Rosengarten in Besitz, marschierten in den frühen Morgenstunden in Bürstadt ein und rückten auf der heutigen B47 in Richtung Lorsch vor. Da Bürstadt nicht verteidigt wurde, entstanden beim Einmarsch der Amerikaner keine großen Schäden. Bürstadt hatte etwa 500 gefallene oder vermisste Soldaten in diesem Krieg zu beklagen.

#### Nachkriegszeit und Gegenwart

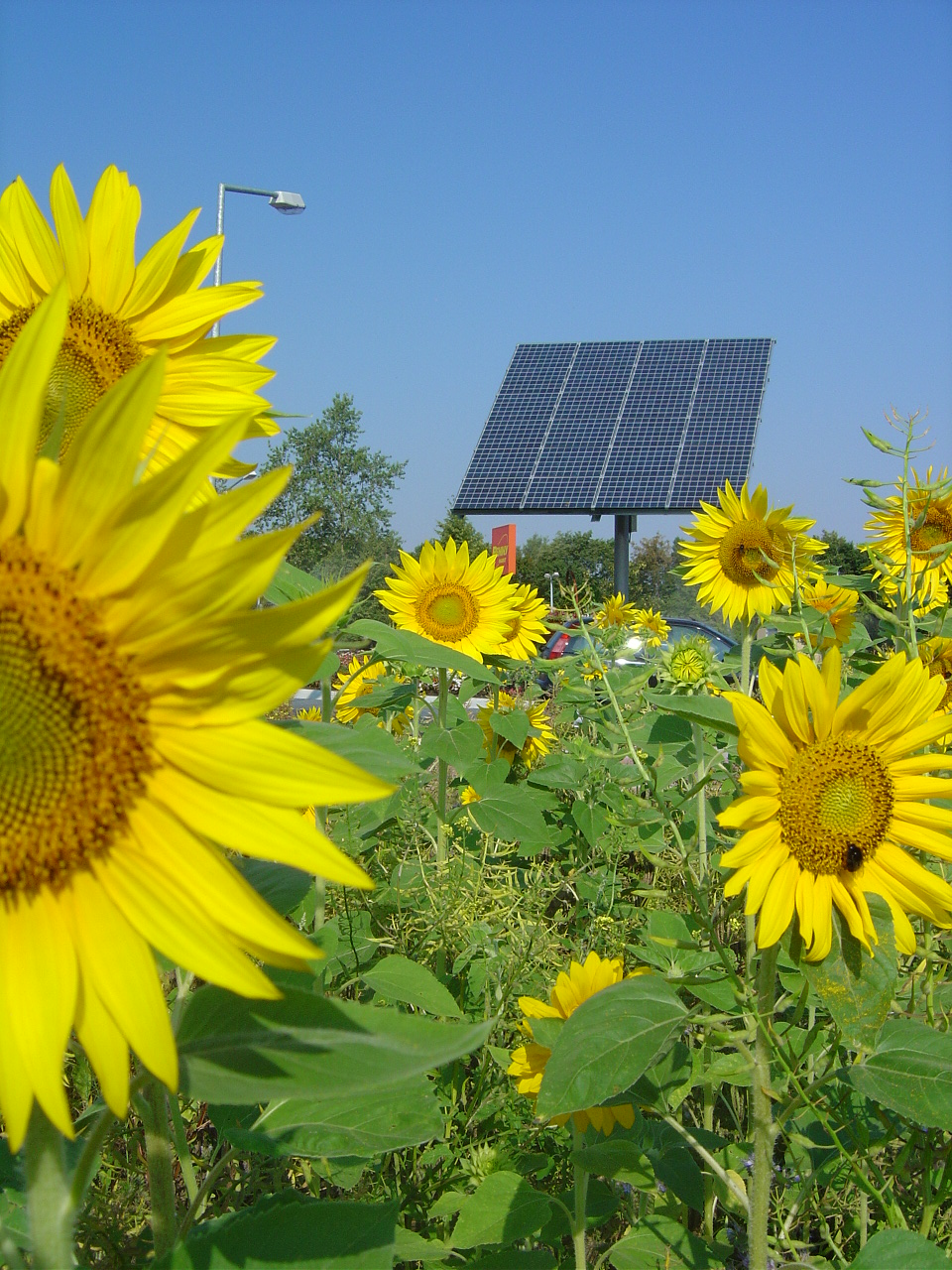
Sonnensegel in Bürstadt

Mit der Neueinteilung der Bundesländer durch die Siegermächte des Zweiten Weltkriegs nach 1945 wurde Rheinhessen westlich des Rheins dem Bundesland Rheinland-Pfalz zugeschlagen und Bürstadt in den Landkreis Bergstraße integriert.
Nach dem Krieg stieg die Bevölkerungszahl durch die Ansiedlung vieler Heimatvertriebener und innerhalb kürzester Zeit um etwa 1200 Einwohner oder rund 13 %.
Im Jahr 1961 wurde die Gemarkungsgröße mit 2561 ha angegeben, davon waren 820 ha Wald.
Der Gemeinde Bürstadt wurde am 1. Juni 1967 durch den Hessischen Minister des Innern das Recht verliehen, die Bezeichnung Stadt zu führen.
2005 wurde in Bürstadt die damals größte Dach-Photovoltaikanlage der Welt in Betrieb genommen (45.000 m² Dachfläche; 5 MW Leistung). Noch im selben Jahr wurde Bürstadt Deutscher Meister in der Solarbundesliga (Kategorie 10.000–100.000 Einwohner). 2006 errang Bürstadt die Goldmedaille im Wettbewerb Entente Florale. Am 22. Februar 2007 fand die Grundsteinlegung für eine der größten Biogasanlagen Deutschlands (ca. 2,2 MW elektrische Anlagenleistung) statt. Vom 5. bis 7. September 2008 wurde die Messe EnergieTrends+ (Messe für regenerative Energien) zum ersten Mal veranstaltet.

#### Eingemeindungen
Im Zuge der Gebietsreform in Hessen wurden am 1. Juli 1971 die bis dahin selbstständige Gemeinde Riedrode nach Bürstadt auf freiwilliger Basis eingemeindet. Am 31. Dezember 1971 folgte die Eingemeindung von Bobstadt. Für die beiden Stadtteile wurden Ortsbezirke mit Ortsbeirat und Ortsvorsteher nach der Hessischen Gemeindeordnung gebildet.

#### Fremdverwaltung
Die ehemals selbständige Gemeinde Rosengarten wurde von 1945 bis 1955 von der Stadt Bürstadt verwaltet. Seit dem 1. Oktober 1971 gehört sie zur Stadt Lampertheim.

### Gerichte in Hessen
In der Landgrafschaft Hessen-Darmstadt wurde mit Ausführungsverordnung vom 9. Dezember 1803 das Gerichtswesen neu organisiert. Für das Fürstentum Starkenburg wurde das Hofgericht Darmstadt eingerichtet. Es war für normale bürgerliche Streitsachen Gericht der zweiten Instanz, für standesherrliche Familienrechtssachen und Kriminalfälle die erste Instanz. Übergeordnet war das Oberappellationsgericht Darmstadt. Erste Instanz waren Ämter oder Standesherren. Damit hatten die Zent und das mit ihr verbundene Zentgericht endgültig seine Funktion eingebüßt.
Mit Bildung der Landgerichte im Großherzogtum Hessen war ab 1821 das Landgericht Lorsch das in erster Instanz zuständige Gericht. Nach Umsetzung des Gerichtsverfassungsgesetzes im Großherzogtum mit Wirkung vom 1. Oktober 1879 wurden die bisherigen Landgerichte durch Amtsgerichte an gleicher Stelle ersetzt, während die neu geschaffenen Landgerichte nun als Obergerichte fungierten. In Bürstadt war nun das Amtsgericht Lorsch zuständig, das im Bezirk des Landgerichts Darmstadt lag.
Am 1. Oktober 1934 wurde das Amtsgericht Lorsch aufgelöst und aus dem Bezirk des Amtsgerichts der Ort Hofheim dem Amtsgericht Worms, der Ort Bobstadt und die Stadt Bürstadt dem Amtsgericht Lampertheim und mit Lorsch die restlichen Orte dem Amtsgericht Bensheim zugeteilt.

### Verwaltungsgeschichte im Überblick
Die folgende Liste zeigt die Staaten und Verwaltungseinheiten, denen Bürstadt angehört(e):
- vor 1782: Heiliges Römisches Reich, Kurfürstentum Mainz, Amt Starkenburg (1461–1650 an Kurpfalz verpfändet), Zent Heppenheim
- ab 1782: Heiliges Römisches Reich, Kurfürstentum Mainz, Unteres Erzstift, Oberamt Starkenburg, Amtsvogtei Lorsch
- ab 1803: Heiliges Römisches Reich,[Anm. 2] Landgrafschaft Hessen-Darmstadt, Fürstentum Starkenburg, Amt Lorsch
- ab 1806: Großherzogtum Hessen,[Anm. 3] Fürstentum Starkenburg, Amt Lorsch[37]
- ab 1815: Großherzogtum Hessen, Provinz Starkenburg, Amt Lorsch
- ab 1821: Großherzogtum Hessen, Provinz Starkenburg, Landratsbezirk Heppenheim[Anm. 4]
- ab 1832: Großherzogtum Hessen, Provinz Starkenburg, Kreis Bensheim
- ab 1848: Großherzogtum Hessen, Regierungsbezirk Heppenheim
- ab 1852: Großherzogtum Hessen, Provinz Starkenburg, Kreis Heppenheim
- ab 1871: Deutsches Reich,[Anm. 5] Großherzogtum Hessen, Provinz Starkenburg, Kreis Heppenheim
- ab 1874: Deutsches Reich, Großherzogtum Hessen, Provinz Starkenburg, Kreis Bensheim
- ab 1918: Deutsches Reich (Weimarer Republik), Volksstaat Hessen, Provinz Starkenburg, Kreis Bensheim
- ab 1938: Deutsches Reich, Volksstaat Hessen, Landkreis Worms[38][Anm. 6]
- ab 1945: Amerikanische Besatzungszone,[Anm. 7] Groß-Hessen, Regierungsbezirk Darmstadt, Landkreis Bergstraße
- ab 1946: Amerikanische Besatzungszone, Hessen, Regierungsbezirk Darmstadt, Landkreis Bergstraße
- ab 1949: Bundesrepublik Deutschland, Hessen, Regierungsbezirk Darmstadt, Landkreis Bergstraße

### Name
Der Name Bürstadt leitet sich von Bisos Stätte ab. Biso war ein fränkischer Fürst, der in der Gegend Besitzungen hatte. Historisch dokumentierte Namensformen des Ortes sind (in Klammern das Jahr der Erwähnung):
| Birstather marca (767)     | Bisenstadt (1113) | Birstat (1407)  | Bürstatt (1759) |
| Bisistat (770, 826)        | Birrstadt (1275)  | Berstadt (1468) |                 |
| Bisestat (795)             | Berstad (1318)    | Birgstat (1475) |                 |
| Birstat (ca. 900, um 1200) | Birstad (1341)    | Byrstat (1488)  |                 |

## Bevölkerung

### Einwohnerstruktur 2011
Nach den Erhebungen des Zensus 2011 lebten am Stichtag, dem 9. Mai 2011, in Bürstadt 15.211 Einwohner. Darunter waren 1248 (8,2 %) Ausländer, von denen 721 aus dem EU-Ausland, 416 aus anderen europäischen Ländern und 6 aus anderen Staaten kamen. Von den deutschen Einwohnern hatten 7,4 % einen Migrationshintergrund. Nach dem Lebensalter waren 2508 Einwohner unter 18 Jahren, 6225 waren zwischen 18 und 49, 3390 zwischen 50 und 64 und 3087 Einwohner waren älter. Die Einwohner lebten in 6567 Haushalten. Davon waren 1899 Singlehaushalte, 2082 Paare ohne Kinder und 1653 Paare mit Kindern, sowie 492 Alleinerziehende und 141 Wohngemeinschaften. In 1446 Haushalten lebten ausschließlich Senioren und in 4422 Haushaltungen lebten keine Senioren.

### Einwohnerentwicklung
| • 1623: | 66 (Bürger)                |
| • 1806: | 156 Einwohner, 179 Häuser  |
| • 1829: | 1807 Einwohner, 228 Häuser |
| • 1867: | 2731 Einwohner, 376 Häuser |

| Bürstadt: Einwohnerzahlen von 1806 bis 2015 | Bürstadt: Einwohnerzahlen von 1806 bis 2015 | Bürstadt: Einwohnerzahlen von 1806 bis 2015 | Bürstadt: Einwohnerzahlen von 1806 bis 2015 | Bürstadt: Einwohnerzahlen von 1806 bis 2015 |
| --- | ------------------------------------------- | ------------------------------------------- | ------------------------------------------- | ------------------------------------------- |
| Jahr |                                             |                                             |                                             | Einwohner                                   |
| 1806 | 1806                                        |                                             | 1.256                                       | 1.256                                       |
| 1829 | 1829                                        |                                             | 1.807                                       | 1.807                                       |
| 1834 | 1834                                        |                                             | 2.101                                       | 2.101                                       |
| 1840 | 1840                                        |                                             | 2.381                                       | 2.381                                       |
| 1846 | 1846                                        |                                             | 2.635                                       | 2.635                                       |
| 1852 | 1852                                        |                                             | 2.718                                       | 2.718                                       |
| 1858 | 1858                                        |                                             | 2.737                                       | 2.737                                       |
| 1864 | 1864                                        |                                             | 2.764                                       | 2.764                                       |
| 1871 | 1871                                        |                                             | 2.992                                       | 2.992                                       |
| 1875 | 1875                                        |                                             | 3.067                                       | 3.067                                       |
| 1885 | 1885                                        |                                             | 3.577                                       | 3.577                                       |
| 1895 | 1895                                        |                                             | 4.203                                       | 4.203                                       |
| 1905 | 1905                                        |                                             | 5.487                                       | 5.487                                       |
| 1910 | 1910                                        |                                             | 6.117                                       | 6.117                                       |
| 1925 | 1925                                        |                                             | 7.154                                       | 7.154                                       |
| 1939 | 1939                                        |                                             | 8.211                                       | 8.211                                       |
| 1946 | 1946                                        |                                             | 9.249                                       | 9.249                                       |
| 1950 | 1950                                        |                                             | 10.142                                      | 10.142                                      |
| 1956 | 1956                                        |                                             | 10.527                                      | 10.527                                      |
| 1961 | 1961                                        |                                             | 10.871                                      | 10.871                                      |
| 1967 | 1967                                        |                                             | 12.359                                      | 12.359                                      |
| 1970 | 1970                                        |                                             | 12.621                                      | 12.621                                      |
| 1972 | 1972                                        |                                             | 15.428                                      | 15.428                                      |
| 1975 | 1975                                        |                                             | 14.980                                      | 14.980                                      |
| 1980 | 1980                                        |                                             | 14.196                                      | 14.196                                      |
| 1985 | 1985                                        |                                             | 14.249                                      | 14.249                                      |
| 1990 | 1990                                        |                                             | 15.229                                      | 15.229                                      |
| 1995 | 1995                                        |                                             | 15.515                                      | 15.515                                      |
| 2000 | 2000                                        |                                             | 15.247                                      | 15.247                                      |
| 2005 | 2005                                        |                                             | 15.369                                      | 15.369                                      |
| 2010 | 2010                                        |                                             | 15.541                                      | 15.541                                      |
| 2011 | 2011                                        |                                             | 15.211                                      | 15.211                                      |
| 2015 | 2015                                        |                                             | 16.060                                      | 16.060                                      |
| Datenquelle: Historisches Gemeindeverzeichnis für Hessen: Die Bevölkerung der Gemeinden 1834 bis 1967. Wiesbaden: Hessisches Statistisches Landesamt, 1968. Weitere Quellen: LAGIS; 1972; Hessisches Statistisches Informationssystem; Zensus 2011 Ab 1972 einschließlich der im Zuge der Gebietsreform in Hessen eingegliederten Orte. |                                             |                                             |                                             |                                             |

### Religionszugehörigkeit
| • 1829: | 2 lutheranische (= 0,11 %), 44 jüdische (= 2,43 %) und 1761 katholische (= 97,45 %) Einwohner                                                        |
| • 1961: | 1212 evangelische (= 11,15 %), 9504 römisch-katholische (= 87,43 %) Einwohner                                                                        |
| • 1987: | 2949 evangelische (= 20,04 %), 10.692 katholische (= 72,64 %), 1078 sonstige (= 7,30 %) Einwohner                                                    |
| • 2011: | 3840 evangelische (= 25,2 %), 7990 katholische (= 52,5 %), 270 orthodoxe (= 1,8 %), 320 andersgläubige (= 2,1 %), 2740 sonstige (= 18,0 %) Einwohner |

Das Bürgerbüro im Bürstädter Rathaus registrierte im Jahr 2020 127 Austritte (35 evangelische, 92 katholische), die Zahl stieg 2021 auf 189 (63 evangelische, 126 katholische) weiter an.

### Erwerbstätigkeit
Die Gemeinde im Vergleich mit Landkreis, Regierungsbezirk Darmstadt und Hessen:
|                                                   | Jahr | Gemeinde | Landkreis | Regierungsbezirk | Hessen    |
| ------------------------------------------------- | ---- | -------- | --------- | ---------------- | --------- |
| Sozialversicherungspflichtig Beschäftigte         | 2017 | 3715     | 72.939    | 1.695.567        | 2.524.156 |
| Veränderung zu                                    | 2000 | +25,4 %  | +17,1 %   | +16,1 %          | +16,0 %   |
| davon Vollzeit                                    | 2017 | 71,9 %   | 70,8 %    | 72,8 %           | 71,8 %    |
| davon Teilzeit                                    | 2017 | 28,1 %   | 29,2 %    | 27,2 %           | 28,2 %    |
| Ausschließlich geringfügig entlohnte Beschäftigte | 2017 | 744      | 15.613    | 224.267          | 372.991   |
| Veränderung zu                                    | 2000 | +18,1 %  | −4,3 %    | +9,0 %           | +8,8 %    |

| Branche                         | Jahr | Gemeinde | Landkreis | Regierungsbezirk | Hessen |
| ------------------------------- | ---- | -------- | --------- | ---------------- | ------ |
| Produzierendes Gewerbe          | 2000 | 49,8 %   | 39,6 %    | 27,0 %           | 30,6 % |
|                                 | 2017 | 34,8 %   | 32,1 %    | 20,4 %           | 24,3 % |
| Handel, Gastgewerbe und Verkehr | 2000 | 22,6 %   | 25,1 %    | 26,4 %           | 25,1 % |
|                                 | 2017 | 18,6 %   | 25,8 %    | 24,7 %           | 23,8 % |
| Unternehmensdienstleistungen    | 2000 | 7,9 %    | 11,6 %    | 25,1 %           | 20,2 % |
|                                 | 2017 | 15,0 %   | 15,5 %    | 31,6 %           | 26,1 % |
| Sonstige Dienstleistungen       | 2000 | 14,7 %   | 22,0 %    | 20,1 %           | 22,5 % |
|                                 | 2017 | 20,2 %   | 25,3 %    | 23,0 %           | 25,4 % |
| Sonstiges (bzw. ohne Zuordnung) | 2000 | 05,1 %   | 01,7 %    | 01,4 %           | 01,5 % |
|                                 | 2017 | 01,2 %   | 01,1 %    | 11,4 %           | 00,4 % |

## Politik

### Stadtverordnetenversammlung
Die Stadtverordnetenversammlung ist das oberste Organ der Stadt. Ihre politische Zusammensetzung wird alle fünf Jahre in der Kommunalwahl durch die Wahlbevölkerung der Stadt bestimmt. Wählen darf, wer das 18. Lebensjahr vollendet hat und deutscher Staatsbürger im Sinne des Grundgesetzes oder Staatsangehöriger eines der übrigen Mitgliedstaaten der Europäischen Union ist. Für alle gilt, dass sie seit mindestens drei Monaten in der Stadt gemeldet sein müssen.
Die Kommunalwahl am 14. März 2021 lieferte folgendes Ergebnis, in Vergleich gesetzt zu früheren Kommunalwahlen:
| Wahlvorschläge | Wahlvorschläge | CDU    | SPD    | Grüne  | FDP    | FW     | Sitzverteilung                                                    |
| -------------- | -------------- | ------ | ------ | ------ | ------ | ------ | ----------------------------------------------------------------- |
| 2021           | Stimmanteil a  | 36,8 % | 18,6 % | 14,8 % | 7,8 %  | 22,1 % | Insgesamt 31 Sitze - SPD: 6 - Grüne: 5 - FDP: 2 - FW: 7 - CDU: 11 |
| 2021           | Sitze (von 31) | 11     | 6      | 5      | 2      | 7      | Insgesamt 31 Sitze - SPD: 6 - Grüne: 5 - FDP: 2 - FW: 7 - CDU: 11 |
| 2016           | Stimmanteil a  | 44,5 % | 30,4 % | 13,2 % | 11,9 % | —      | Insgesamt 31 Sitze - SPD: 9 - Grüne: 4 - FDP: 4 - CDU: 14         |
| 2016           | Sitze (von 31) | 14     | 9      | 4      | 4      | —      | Insgesamt 31 Sitze - SPD: 9 - Grüne: 4 - FDP: 4 - CDU: 14         |
| 2011           | Stimmanteil a  | 44,9 % | 27,1 % | 19,0 % | 9,0 %  | —      | Insgesamt 31 Sitze - SPD: 8 - Grüne: 6 - FDP: 3 - CDU: 14         |
| 2011           | Sitze (von 31) | 14     | 8      | 6      | 3      | —      | Insgesamt 31 Sitze - SPD: 8 - Grüne: 6 - FDP: 3 - CDU: 14         |
| 2006           | Stimmanteil a  | 57,7 % | 31,1 % | —      | 11,2 % | —      | Insgesamt 31 Sitze - SPD: 10 - FDP: 3 - CDU: 18                   |
| 2006           | Sitze (von 31) | 18     | 10     | —      | 3      | —      | Insgesamt 31 Sitze - SPD: 10 - FDP: 3 - CDU: 18                   |
| 2001 i         | Stimmanteil a  | 61,6 % | 38,4 % | —      | —      | —      | Insgesamt 37 Sitze - SPD: 14 - CDU: 23                            |
| 2001 i         | Sitze (von 37) | 23     | 14     | —      | —      | —      | Insgesamt 37 Sitze - SPD: 14 - CDU: 23                            |
| Wahlvorschläge | Wahlvorschläge | CDU    | SPD    | Grüne  | FDP    | FW     | Sitzverteilung                                                    |

Es waren 31 Stadtverordnete für die Legislaturperiode vom 1. April 2021 bis 31. März 2026 zu wählen. Von 13.148 Wahlberechtigten gingen 6.685 zur Wahl. Somit stieg die Wahlbeteiligung von 48,1 % im Jahr 2016 auf 50,8 % im Jahr 2021.

### Bürgermeister
Nach der hessischen Kommunalverfassung wird der Bürgermeister für eine sechsjährige Amtszeit gewählt, seit dem Jahr 1993 in einer Direktwahl, und ist Vorsitzender des Magistrats, dem in der Stadt Bürstadt neben dem Bürgermeister ehrenamtlich ein Erster Stadtrat und neun weitere Stadträte angehören. Bürgermeister ist seit dem 1. Juli 2025 Boris Wenz (SPD). Er wurde als Nachfolger von Barbara Schader (CDU), die nach zwei Amtszeiten nicht wieder kandidiert hatte, am 9. März 2025 im ersten Wahlgang bei 47,01 Prozent Wahlbeteiligung mit 50,06 Prozent der Stimmen (7 Stimmen Vorsprung) gewählt.
Amtszeiten der Bürgermeister
- 2025–2031 Boris Wenz (SPD)[54]
- 2013–2025 Barbara Schader (CDU)[55]
- 1989–2013 Alfons Haag (CDU)
- 1983–1989 Helmut Ploch (CDU)
- 1975–1983 Horst Strecker (CDU)[59]
- 1960–1975 Karl Druckenbrod (CDU)
- 1954–1960 Anton Stockmann (CDU)
- 1946–1954 Jakob Held (CDU)
- 1856 – Heinrich Schremser[60]

### Ortsbezirke
Folgende Ortsbezirke mit Ortsbeirat und Ortsvorsteher nach der Hessischen Gemeindeordnung gibt es im Gemeindegebiet:
- Ortsbezirk Bobstadt (Gebiete der ehemaligen Gemeinde Bobstadt). Der Ortsbeirat besteht aus neun Mitgliedern.
- Ortsbezirk Riedrode (Gebiete der ehemaligen Gemeinde Riedrode). Der Ortsbeirat besteht aus sieben Mitgliedern.

### Jugendrat
Der Bürstädter Jugendrat ist ein politisches Gremium, dessen zentrale Aufgabe es ist, die Jugendlichen und deren Interessen gegenüber den politischen Entscheidungsträgern der Stadt zu vertreten. Die direkt gewählten Jugendlichen haben ein Anhörungs-, Rede- und Antragsrecht in der Stadtverordnetenversammlung und in den verschiedenen Ausschüssen. Darüber hinaus plant der Jugendrat Aktivitäten, Projekte und Veranstaltungen speziell für die Jugendlichen aus Bürstadt. Der Jugendrat setzt sich aus mindestens 6 und höchstens 15 Mitgliedern zusammen, die am Wahltag zwischen 12 und 21 Jahre alt sind. Sie werden für zwei Jahre gewählt.
Im derzeitigen Jugendrat sind 15 Jugendliche im Alter zwischen 13 und 20 Jahren aktiv.

### Wappen und Flagge
Wappen

Blasonierung: „Über einem silbernen Spitznagelkreuz in Rot ein von Silber und Blau gerautetes Schildhaupt.“
Das Wappen wurde der damaligen Gemeinde am 4. September 1961 durch den Hessischen Innenminister genehmigt. Gestaltet wurde es durch den Bad Nauheimer Heraldiker Heinz Ritt.
Das Lorscher Spitznagelkreuz erinnert an die Zugehörigkeit zum Kloster Lorsch von 767 bis 1232. 1461 wurde Bürstadt an die Kurpfalz verpfändet, daher das silberblaue gerautete Schildhaupt. 1632 kam es an Kurmainz zurück, und ab 1803 gehört es zum Großherzogtum Hessen, deshalb das rote Feld im unteren dem Wappenteil.
 Flagge 
Die Flagge wurde der damaligen Gemeinde am 9. August 1966 genehmigt und wird wie folgt beschrieben:
Flaggenbeschreibung: „Auf breiter gelber Mittelbahn, beseitet von schmalen schwarzen Seitenbahnen, im oberen Teil aufgelegt das Gemeindewappen.“

### Städtepartnerschaften
Es bestehen seit 1974 mit Krieglach (Österreich) und seit 1982 mit Wittelsheim (Frankreich) Partnerschaften. 1984 wurde mit Minano (Japan) ein Freundschaftsvertrag geschlossen, 1991 mit Glauchau.

## Kultur und Sehenswürdigkeiten

### Museum
Bürstadt verfügt über ein privates Heimatmuseum mit Werkzeugen und Geräten zur Bodenbearbeitung, Haushaltsgeräten sowie einer alten Schreinerwerkstatt.

### Sport
Aushängeschild mit großem nationalem Bekanntheitsgrad ist der VfR Bürstadt, der vier Jahre lang der 2. Fußball-Bundesliga angehörte und derzeit (Stand: 28. Spieltag 2013/14) Platz 70 in der Ewige Tabelle der 2. Fußball-Bundesliga mit 180 Punkten einnimmt. Den größten Erfolg hatte der Verein am 29. Juni 1975, als er mit einem 3:0-Sieg gegen Victoria Hamburg deutscher Fußball-Amateurmeister wurde. Derzeit gibt es nach wenig erfolgreichen Jahren in der sportlichen Bedeutungslosigkeit auf Grund finanzieller Probleme wieder einen Höhenflug bei den Schwarz-Weißen – es gelang der direkte Durchmarsch von der Kreisliga A in die sechstklassige Verbandsliga Süd in Hessen, wo der VfR in der Saison 2013/2014 antrat.

### Bauwerke

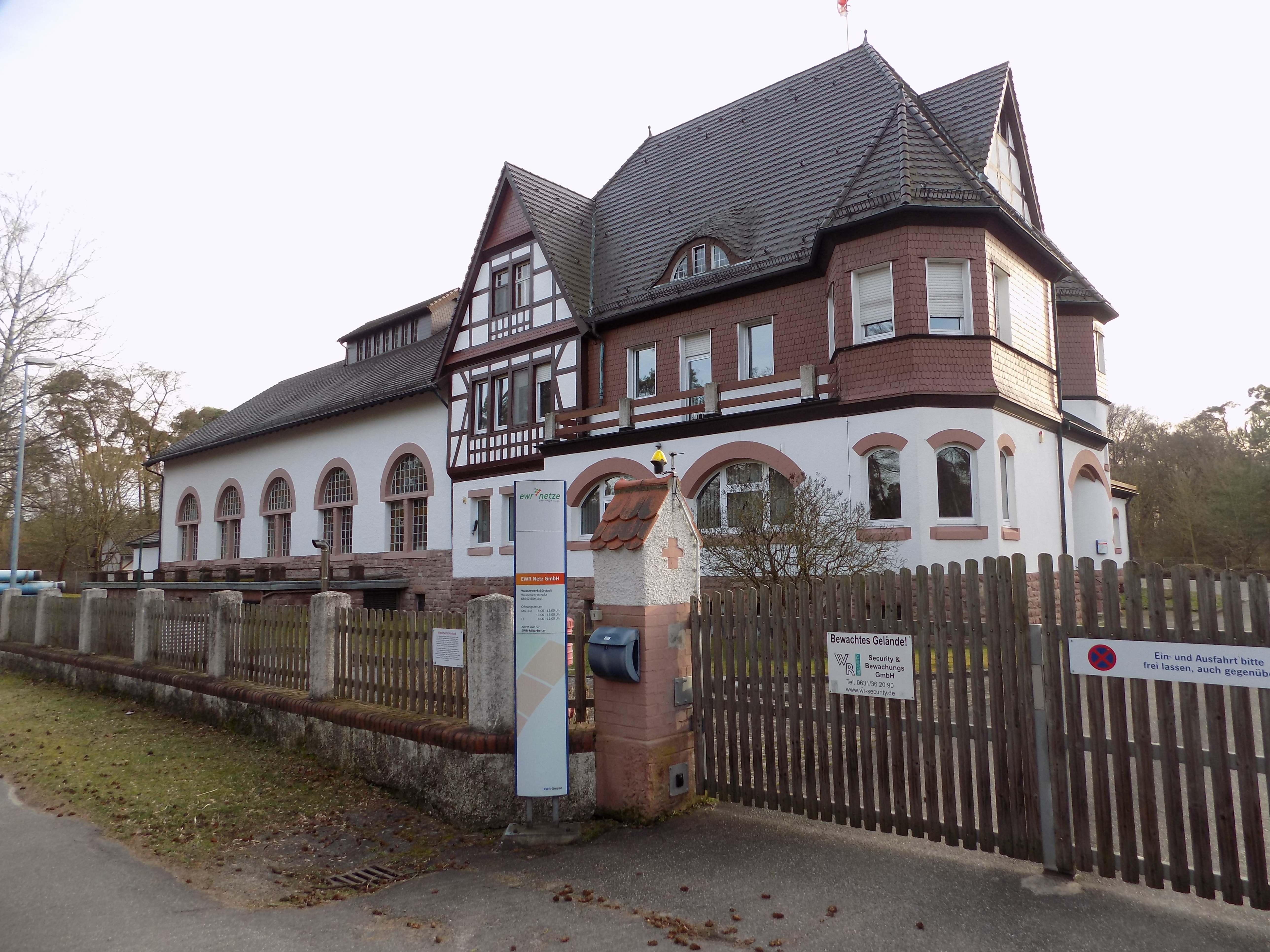
Wasserwerk Bürstadt – Ansicht von Norden

Im Ortszentrum befindet sich das 1608 erbaute historische Rathaus, in dem die Gemeindeverwaltung bis 1930 untergebracht war. In der Zeit von 1996 bis 1999 wurde es umfangreich saniert. Das alte Rathaus steht unter Denkmalschutz.
Weitere unter Denkmalschutz stehende Gebäude sind das Empfangsgebäude des Bahnhofs, das Wasserwerk und die Kirche St. Michael.

## Wirtschaft und Infrastruktur

### Flächennutzung
Das Gemeindegebiet umfasst eine Gesamtfläche von 3446 Hektar, davon entfallen in ha auf:
| Nutzungsart             | Nutzungsart             | 2011 | 2015 |
| ----------------------- | ----------------------- | ---- | ---- |
| Gebäude- und Freifläche | Gebäude- und Freifläche | 379  | 348  |
| davon                   | Wohnen                  | 209  | 211  |
|                         | Gewerbe                 | 45   | 48   |
| Betriebsfläche          | Betriebsfläche          | 14   | 13   |
| davon                   | Abbauland               | 7    | 7    |
| Erholungsfläche         | Erholungsfläche         | 27   | 28   |
| davon                   | Grünanlage              | 12   | 12   |
| Verkehrsfläche          | Verkehrsfläche          | 257  | 258  |
| Landwirtschaftsfläche   | Landwirtschaftsfläche   | 1774 | 1764 |
| davon                   | Moor                    | 0    | 0    |
|                         | Heide                   | 0    | 0    |
| Waldfläche              | Waldfläche              | 948  | 948  |
| Wasserfläche            | Wasserfläche            | 41   | 41   |
| Sonstige Nutzung        | Sonstige Nutzung        | 7    | 7    |

### Verkehr

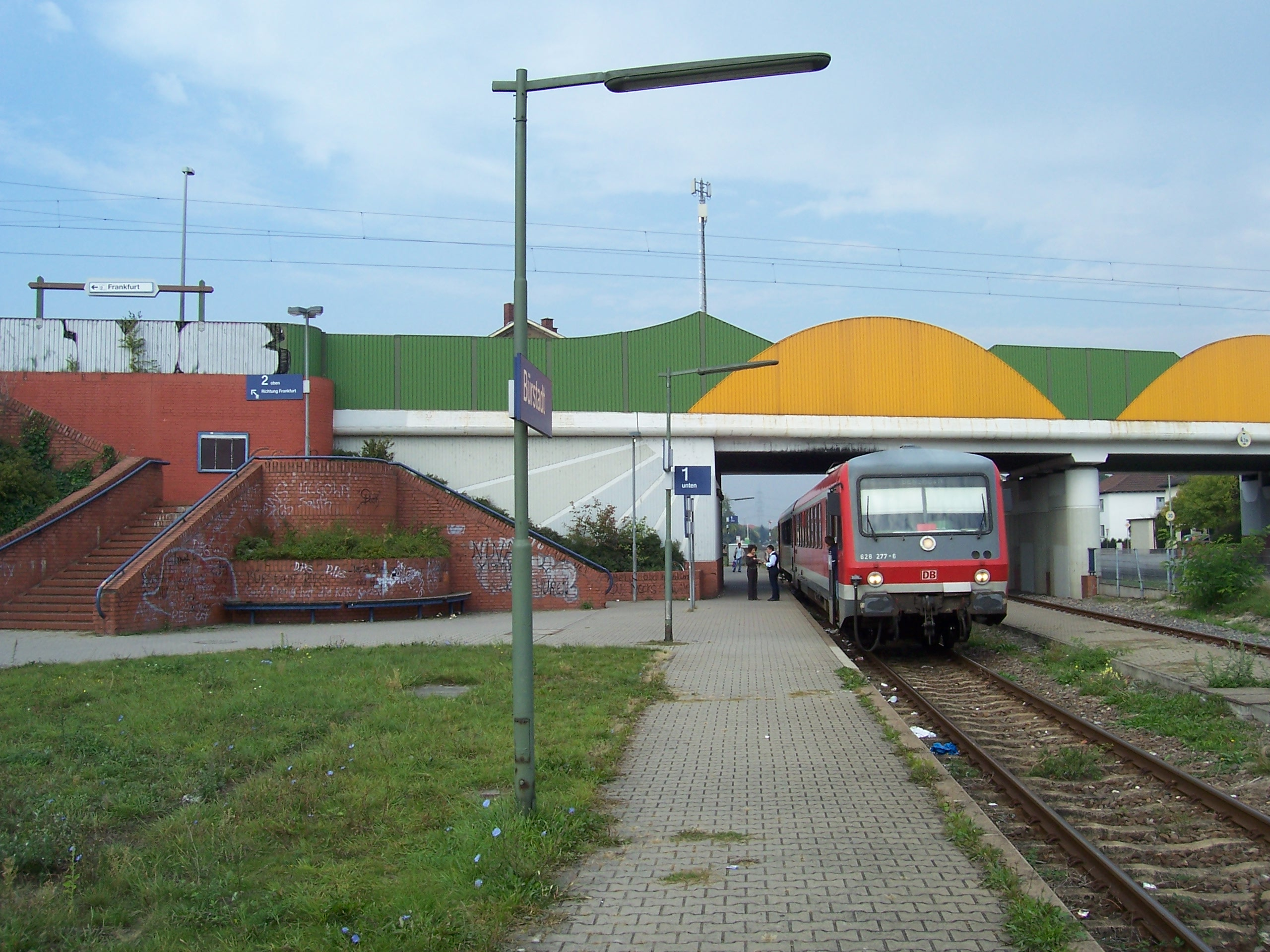
Turmbahnhof Bürstadt mit Zug auf der Nibelungenbahn. Quer im Bild die Schallschutzwand der Riedbahn

Bürstadt liegt im Norden der Metropolregion Rhein-Neckar an den Bundesstraßen 47 und 44. Die Autobahn 67 ist über die Anschlussstelle Lorsch (Entfernung etwa fünf Kilometer) erreichbar.
Der Bahnhof Bürstadt ist ein Turmbahnhof an der Kreuzung von Riedbahn und Nibelungenbahn (Zuglinien: Mannheim–Frankfurt am Main und Worms–Bensheim).
In Bürstadt verkehren die Buslinien des VRN-Linienbündels Bürstadt, sowie aus dem Linienbündel Ried die Linie 643 (Heppenheim–Bürstadt), die Nachtlinie 646 (Bensheim–Bürstadt–Worms) und die Schulkleinbuslinie 651 (Gärtnersiedlung–Riedrode–Bürstadt). Das Linienbündel Bürstadt besteht aus der montags bis freitags halbstündlich verkehrenden Kleinbuslinie 652 von Bobstadt nach Boxheimerhof (Jeder 2. Bus fährt nur zu der Haltestelle Alfred Delp Straße und zweigt damit von der anderen Strecke ab) und der im Frühjahr 2018 eingerichteten, nur vereinzelt verkehrenden Kleinbuslinie 655 von Lampertheim über Bürstadt nach Riedrode. Es wird vom Bibliser Reisebüro Walter Müller betrieben.
Der Flughafen Frankfurt Main ist etwa 60 km entfernt. Das Ultraleichtfluggelände Bürstadt liegt etwa 2 km nordöstlich des Zentrums von Bürstadt.

### Freizeiteinrichtungen
Bürstadt hat ein solarbeheiztes Waldschwimmbad (Freibad) und eine Leichtathletikanlage mit sechsbahnigem Tartanbelag. Für die Fußballer des VfR Bürstadt wurde ein Fußballstadion mit einer Tribüne für 500 Zuschauer gebaut, im Stadtteil Riedrode und an der Wasserwerkstraße gibt es zwei Kunstrasenplätze. Aktuell findet der Bau eines neuen Jugendhauses statt, das voraussichtlich im Sommer 2018 fertiggestellt werden soll. In Bürstadt befindet sich eine Skateanlage sowie ein öffentlicher Basketballplatz.
Im Juni 2016 wurde in Bürstadt eine der deutschlandweit 19 „alla hopp!“-Anlagen eröffnet. Die Anlage umfasst auf 9.000 m² verschiedene Sport- und Freizeitaktivitäten für jede Generation und befindet sich in der Nähe des Rathauses.

### Bildung
Bürstadt hat drei Grundschulen. Die Astrid-Lindgren-Schule befindet sich im Stadtteil Bobstadt, die Schillerschule in Bürstadt und die Betreute Grundschule „Bärenhöhle“ im Stadtteil Boxheimerhof. In Bürstadt befindet sich außerdem die Erich-Kästner-Gesamtschule.

### Energieversorgung

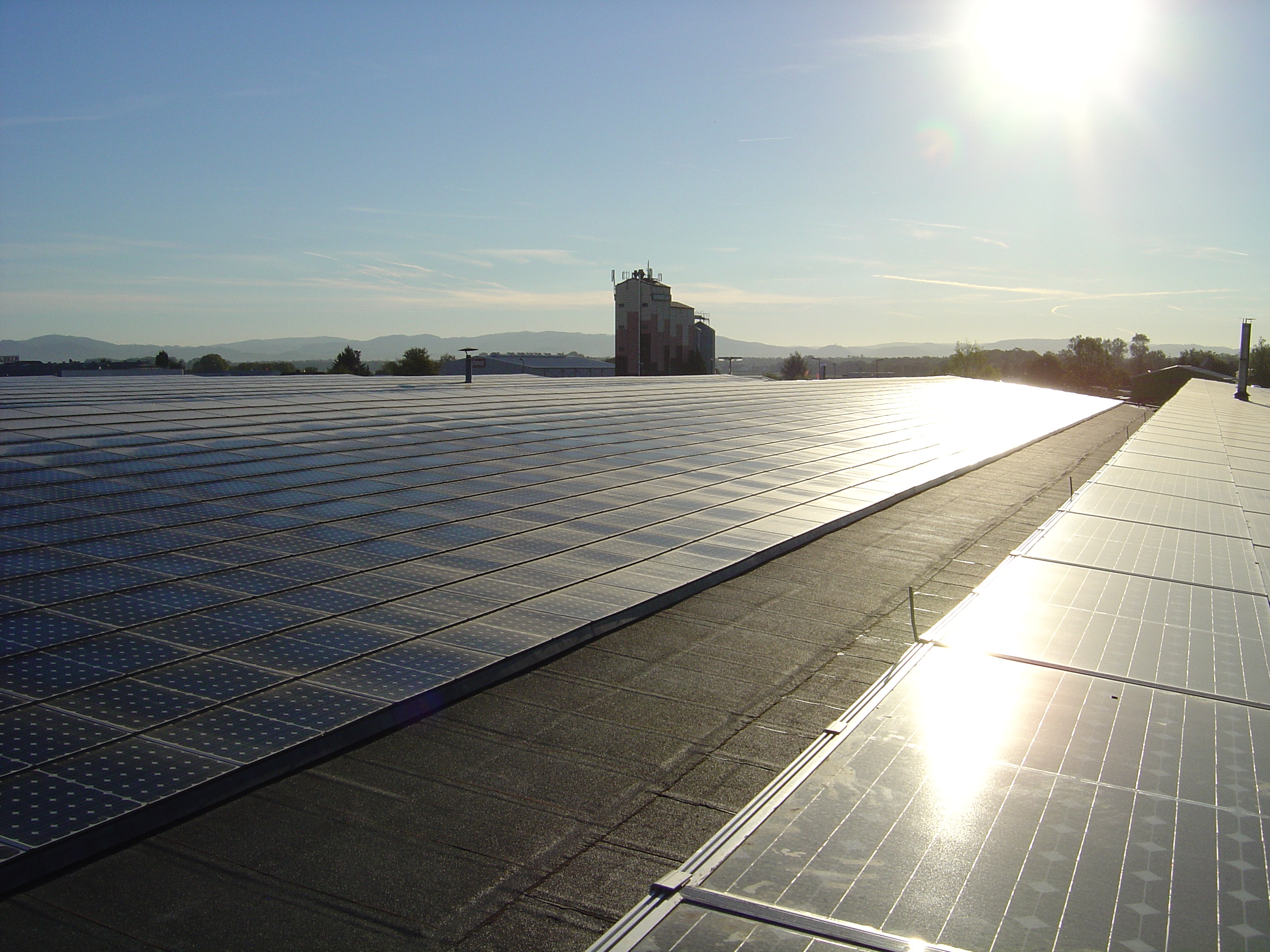
Blick über die Photovoltaikanlage (5 MW) auf dem Dach der Fiege-Spedition

Bürstadt ist seit 2004 der Standort der zum Zeitpunkt ihrer Erbauung größten Dachphotovoltaikanlage der Welt (5 MW auf 45.000 m² Dachfläche), die auf dem Dach eines Logistikunternehmens errichtet wurde. Sie wurde am 28. Juni 2009 bei einem Brand teilweise zerstört und ist mittlerweile wiederhergestellt.
An Bürstadt angrenzend, im Ortsteil Rosengarten von Lampertheim, steht die 380-kV-Umspannanlage Bürstadt der Amprion GmbH, die am 4. Oktober 1957 im Zuge der Inbetriebnahme der Leitung Rommerskirchen–Bürstadt–Hoheneck, der ersten deutschen 380-kV-Leitung, in Betrieb genommen wurde.
Zwischen Bürstadt und dem Stadtteil Bobstadt stand eine 2007 errichtete Biogasanlage, die mittlerweile wieder abgebaut ist.

### Ansässige Unternehmen
Bürstadt ist Sitz des zur Paderborner Welle Holding gehörenden Möbelherstellers und IKEA-Zulieferers Bürstadt Furniture.

## Persönlichkeiten

### In Bürstadt geboren
- Heinrich Schremser (1782–1856), Offizier in der Hessen-darmstädtischen Armee
- Johann Werle (1810–1868), Kreisrat und Abgeordneter
- Rudolf Angermeier (1876–1952), Jurist und Bürgermeister der Stadt Bensheim
- Johannes Fettel (1902–1987), Wirtschaftswissenschaftler, Hochschullehrer an der Universität Hamburg
- Georg Stadtmüller (1909–1985), Historiker und Byzantinist
- Ilona Dörr (* 1948), Politikerin
- Ingrid Schmidt (* 1955), Präsidentin des Bundesarbeitsgerichts
- Reinhard Stockmann (* 1955), Soziologe
- Peter Löhr (* 1959), Fußballspieler
- Martina Sens (* 1964), Autorin

### Mit Bürstadt verbunden
- Alexander Bauer (* 1972), hessischer Politiker (CDU)
- Mandy Capristo (* 1990), Sängerin der ehemaligen Band Monrose
- Christian Frommert (1967–2025), Journalist und Buchautor
- Eric Linhart (* 1976), Politikwissenschaftler

### Ehrenbürger
- Rudi Pumm (* 1938)
- Marga Esswein
- Jürgen Manske
- Horst Strecker[70]